# جنيه جزر فوكلاند
جنيه جزر فوكلاند (بالإنجليزية: Falkland Islands pound) (رمز أيزو 4217: FKP) هي العملة المستخدمة في جزر فوكلاند.